# جورج هنتر (مصور)
جورج هنتر هو مصور كندي، ولد في 1921 في ريجاينا في كندا، وتوفي في 10 أبريل 2013.